# Turibius van Mogrovejo

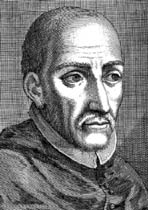
Turibius de Mogrovejo

Turibius de Mogrovejo (Mayorga de Campos, León (Spanje), 18 november 1538 - Santa (Peru), 23 maart 1606), eigenlijk Toribio Alfonso Mogrovejo was de derde aartsbisschop van Lima en is een heilige in de Rooms-Katholieke Kerk.
Turibius was jurist en werd priester gewijd in 1578. Hij werd rechter van de Inquisitie in Granada en aartsbisschop van Lima in 1579. Mogrovejo stichtte het eerste seminarie op het westelijk halfrond en organiseerde de kerk in Peru. Hij ijverde voor de rechten van de inboorlingen tegen de Spaanse bezetters.
Mogrovejo werd heilig verklaard in 1726. Zijn naamdag is op 23 maart. Hij is patroon van Peru en van de Latijns-Amerikaanse bisschoppen.